# Ge Chutong
Ge Chutong (Zhifu, 23 de setembro de 2003) é uma nadadora chinesa.

## Carreira
Ge nasceu em 23 de setembro de 2003 e cresceu em Zhifu, Yantai, Shandong, China. Ela começou a treinar como nadadora com o técnico Cong Jingjing, no Yantai Swimming Training Center, durante o jardim de infância. Ela competiu internacionalmente pela primeira vez em 2017, ganhando uma medalha de prata nos 400m medley no 9º Campeonato Asiático de Faixa Etária, no Uzbequistão. Ela competiu nos campeonatos nacionais em 2018 e 2019, também ganhando o ouro nos Jogos Nacionais da Juventude no último ano, na prova de 200m livre.
Ge ficou em quarto lugar no campeonato nacional de 2020 nos 400m medley. Ela ganhou prata no evento no campeonato nacional de 2021 e bronze no revezamento 4×200m. Ela ganhou duas medalhas no campeonato de verão de 2021 e perdeu por pouco para Yu Yiting nos Jogos Nacionais da China de 2021, nos 400m medley. Ela representou a China no Campeonato Mundial de Esportes Aquáticos de 2022 em três eventos, com seu melhor resultado sendo o sexto, nos 400m medley. Ge ganhou uma medalha de prata no campeonato nacional de 2022 e também participou do Campeonato Mundial de Natação da FINA de 2022 (25 m).
Em 2023, Ge ganhou duas medalhas de prata no campeonato nacional de primavera. Ela ganhou uma medalha de bronze no revezamento 4×200m livre no Campeonato Mundial de Esportes Aquáticos de 2023 e mais tarde naquele ano ganhou o ouro no mesmo evento nos Jogos Asiáticos. Em abril de 2024, ela ganhou três medalhas, incluindo uma de ouro, no campeonato nacional. Ela foi selecionada para competir pela China nas Olimpíadas de Verão de 2024 no revezamento 4×200m livre, onde ajudou sua equipe a ganhar a medalha de bronze.